# Quintino Sella
Quintino Sella (Mosso, Biella, 7 de juliol de 1827 - Biella, Piemont, 14 de març de 1884) va ser un científic, economista, polític i estadista italià.

## Biografia

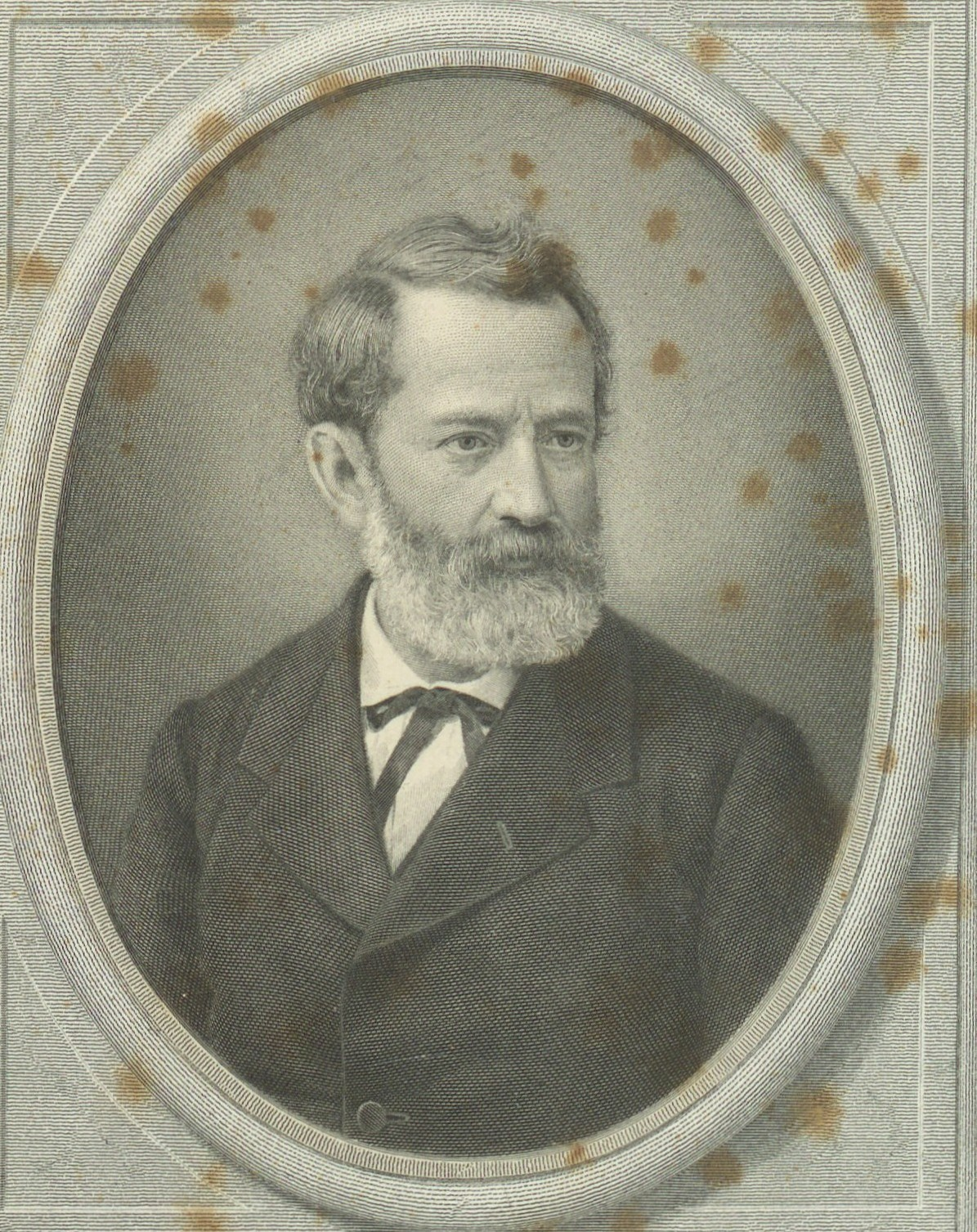

Fou Ministre de Finances durant els Governs d'Urbano Rattazzi, d'Alfonso Ferrero della Marmora i de Giovanni Lanza; el 23 d'octubre de 1863 va fundar el C.A.I. (Club Alpí Italià). També fou president de l'acadèmia científica Accademia Nazionale dei Lincei.
Després d'haver-se llicenciat en enginyeria hidràulica i d'haver entrat en el Cos Regi de la mineria, es va especialitzar a París, construint la base de la seva carrera acadèmica, centrada sobretot en l'estudi de la cristal·lografia.
A Torí, Sella va ensenyar geometria a l'Instituto Tecnico, que va esdevenir posteriorment l'Scuola di Applicazione pre Ingegneri. Entre el 1854 i el 1861 va concentrar les seves energies en l'estudi de la cristal·lografia, tant teòrica com morfològica. Quintino Sella, feu una sistematització dels objectes mitjançant la projecció isomètrica a la seva obra: Sui principi geometrici del disegno e specialmente dell'axonometria (Torí, 1956).
Mentre intentava l'ordenació dels minerals que hi havia en una cova Sardenya, inventà una tècnica electromagnètica per separar el mineral del coure de la magnetita.

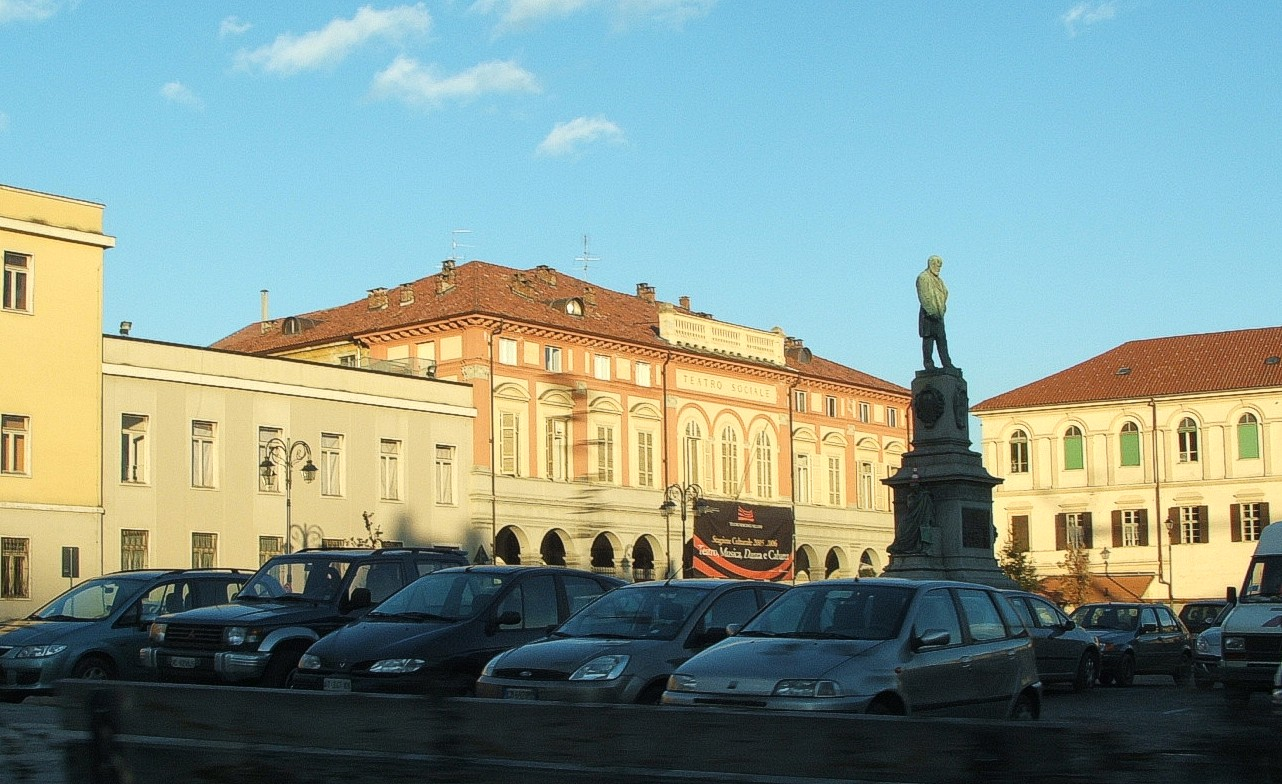
Monument a Sella a Biella

El 1860 va dimitir de la seva càtedra de mineralogia per motius polítics, per llitar pel nou estat italià. Sobretot ho feu en el rol de ministre de finances i el 1870 lluità perquè Roma esdevingués la capital del nou regne. Va esdevenir Ministre de Finances i com a tal, va privatitzar moltes propietats públiques i de l'església, i també va imposar nous impostos, cosa que el van fer impopular.
Apassionat de l'alpinisme, durant el temps de la seva experiència política, va fundar el Club Alpí Italià per rellançar i ampliar el coneixement cultural alpí italià. Fou el cap de la primera expedició italiana que va pujar al Monviso (quota 3841 m.). El Club alpí li va dedicar alguns refugis alpins, entre els quals hi ha el Refugi Quintino Sella, sobre el Monviso i el Refugi Quintino Sella a Felik, als Alps Valaisans.